# Joppolo Giancaxio

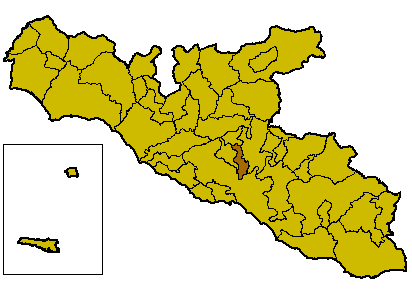
Ubicació de Joppolo Giancaxio dins de la província

Joppolo Giancaxio (sicilià Jòppulu Giancaxiu) és un municipi italià, dins de la província d'Agrigent. L'any 2008 tenia 1.229 habitants. Limita amb els municipis d'Aragona, Agrigent, Raffadali i Santa Elisabetta

## Administració
| Període | Identitat         | Partit        |
| ------- | ----------------- | ------------- |
| 2008-   | Salvatore Lo Dico | Llista cívica |